# Kara śmierci w Illinois
Amerykański stan Illinois zniósł karę śmierci w 2011 roku jednak wcześniej prawo do jej wykonywania zmieniało się tam kilkukrotnie.
Kara śmierci w Illinois była wykonywana od XIX wieku. Do 1928 roku powieszenie było jedyną metodą kary śmierci wykonywaną w Illinois. Ostatnią osobą, na której wykonano karę śmierci tą metodą był Charles Birger, którego powieszono publicznie w kwietniu 1928 roku. Od tego czasu nie wykonywano już egzekucji publicznych, a powieszenie zastąpiono krzesłem elektrycznym. W 1972 roku Sąd Najwyższy Stanów Zjednoczonych zniósł karę śmierci na mocy orzeczenia Furman v. Georgia. 1 lipca 1974 roku, stan Illinois przywrócił karę śmierci, decyzja ta jednak została odrzucona przez Sąd Najwyższy stanu Illinois. Kara śmierci została oficjalnie przywrócona 1 lipca 1977 roku.
Od 8 września 1983 roku, stan przyjął zastrzyk trucizny jako podstawową metodę wykonywania kary śmierci, pozostawiając krzesło elektryczne jako sposób zastępczy w razie konieczności.
11 stycznia 2003 roku republikański gubernator George Ryan zamienił wyroki 167 skazanych na śmierć, ułaskawiając czterech z nich. Jego przeciwnicy zarzucali, że gest ten został wykonany, ponieważ ówczesny gubernator był oskarżany o spisek, wymuszenia i oszustwa.
9 marca 2011 roku, demokratyczny gubernator Pat Quinn podpisał ustawodawstwo, które całkowicie znosi karę śmierci na terenie stanu Illinois, i które nabrało mocy prawnej 1 lipca 2011 roku zamieniając wyroki kar śmierci dla 15 skazańców na wyroki dożywotniego pozbawienia wolności.

## Egzekucje po 1977
Od czasu ponownego wprowadzenia kary śmierci w 1977 roku w stanie Illinois, 12 osób zostało straconych za morderstwo. Wszystkie wyroki wykonano przy użyciu zastrzyku trucizny.
| #  | Imię i nazwisko     | Data egzekucji    | Ofiara(y)                                                                             | Gubernator        |
| -- | ------------------- | ----------------- | ------------------------------------------------------------------------------------- | ----------------- |
| 1  | Charles Walker      | 12 września 1990  | Kevin Pauls i Sharon Winker                                                           | James R. Thompson |
| 2  | John Wayne Gacy     | 10 maja 1994      | Zobacz: Lista ofiar Johna Wayne'a Gacy'ego                                            | James Edgar       |
| 3  | Hernando Williams   | 22 marca 1995     | Linda Goldstone                                                                       | James Edgar       |
| 4  | James P. Free, Jr.  | 22 marca 1995     | Bonnie Serpico                                                                        | James Edgar       |
| 5  | Girvies Davis       | 17 maja 1995      | Charles Biebel                                                                        | James Edgar       |
| 6  | Charles Albanese    | 20 września 1995  | Michael Albanese, Marion Mueller i Mary Lambert                                       | James Edgar       |
| 7  | George Del Vecchio  | 22 listopada 1995 | Tony Conzoneri                                                                        | James Edgar       |
| 8  | Raymond Lee Stewart | 18 listopada 1996 | Willie Fredd, Albert Pearson, Kevin Kaiser, Kenny Faust, Richard Boeck i Donald Rains | James Edgar       |
| 9  | Walter Stewart      | 19 listopada 1997 | Thomas Paviopoulos i Dinalo Rodica                                                    | James Edgar       |
| 10 | Durlyn Edmonds      | 19 listopada 1997 | Richard Lee Miller                                                                    | James Edgar       |
| 11 | Lloyd Wayne Hampton | 21 stycznia 1998  | Roy Pendleton                                                                         | James Edgar       |
| 12 | Andrew Kokoraleis   | 17 marca 1999     | Lorraine Ann Borowski                                                                 | George Ryan       |